# Куп шест нација 2012.
Куп шест нација 2012. (службени назив: 2012 RBS 6 Nations) је било 118. издање овог најелитнијег репрезентативног рагби такмичења Старог континента, а 13. од проширења Купа пет нација на Куп шест нација.
Такмичење спонзорисано од Краљевске банке Шкотске, освојио је Велс који је победио све противнике, па су "Змајеви" тако поред двадесет пете титуле шампиона Европе у рагбију, дошли до једанаестог гренд слема у историји.
Била је ово и прва сезона у купу шест нација, од како је репрезентација Италије престала са коришћењем стадиона "Фламинио" и прешла на Олимпико. Шкотска је изгубила све утакмице, Енглеска је завршила на другом месту, а репрезентације Француске и Ирске су имале половичан учинак.

## Учесници
Напомена:
Северна Ирска и Република Ирска наступају заједно.
|   | Селекција                      | Стадион                             | Селектор          | Капитен         |
| - | ------------------------------ | ----------------------------------- | ----------------- | --------------- |
| 1 | Рагби репрезентација Италије   | Стадион Олимпико, Рим (73 261)      | Жак Брунел        | Серђо Парисе    |
| 2 | Рагби репрезентација Француске | Стад де Франс, Париз (81 338)       | Филип Сент-Андре  | Тијери Дисотоар |
| 3 | Рагби репрезентација Енглеске  | Стадион Твикенам, Лондон (82 000)   | Стјуарт Ланкастер | Крис Робшо      |
| 4 | Рагби репрезентација Шкотске   | Стадион Марифилд, Единбург (67 144) | Енди Робинсон     | Рос Форд        |
| 5 | Рагби репрезентација Велса     | Стадион Миленијум, Кардиф (74 500)  | Ворен Гатланд     | Сем Ворбертон   |
| 6 | Рагби репрезентација Ирске     | Стадион Авива, Даблин (51 700)      | Деклан Кидни      | Пол О'конел     |

## Такмичење

### Прво коло
Француска - Италија 30-12
Шкотска - Енглеска 6-13
Ирска - Велс 21-23

### Друго коло
Италија - Енглеска 15-19
Велс - Шкотска 27-13
Француска - Ирска 17-17

### Треће коло
Ирска - Италија 42-10
Енглеска - Велс 12-19
Шкотска - Француска 17-23

### Четврто коло
Велс - Италија 24-3
Ирска - Шкотска 32-14
Француска - Енглеска 22-24

### Пето коло
Италија - Шкотска 13-6
Велс - Француска 16-9
Енглеска - Ирска 30-9

## Табела
|   | Селекција                      | ИГ | Д | Н | И | ПД  | ПП  | ПР  | ЕД | Б  |  |
| - | ------------------------------ | -- | - | - | - | --- | --- | --- | -- | -- |  |
| 1 | Рагби репрезентација Велса     | 5  | 5 | 0 | 0 | 109 | 58  | +51 | 10 | 10 |  |
| 2 | Рагби репрезентација Енглеске  | 5  | 4 | 0 | 1 | 98  | 71  | +27 | 7  | 8  |  |
| 3 | Рагби репрезентација Ирске     | 5  | 2 | 1 | 2 | 121 | 94  | +27 | 13 | 5  |  |
| 4 | Рагби репрезентација Француске | 5  | 2 | 1 | 2 | 101 | 86  | +15 | 8  | 5  |  |
| 5 | Рагби репрезентација Италије   | 5  | 1 | 0 | 4 | 53  | 121 | -68 | 4  | 2  |  |
| 6 | Рагби репрезентација Шкотске   | 5  | 0 | 0 | 5 | 56  | 108 | -52 | 4  | 0  |  |

| Победник Купа шест нација 2012.       |
| ------------------------------------- |
| Рагби репрезентација Велса 25. титула |

## Индивидуална стастика
Највише поена
- Ли Халфпени 66, Велс

Највише есеја
- Томи Боув 5, Ирска

Најбољи играч турнира
- Ден Лидејт, Велс